# Фрайеслебен, Бертранд
Бертранд Фрайеслебен (нем. Bertrand Freiesleben, род. 4 октября 1967, Любек, Западная Германия) — немецкий художник и скульптор.

## Биография и творчество
Отец Бертранда был врачом-микробиологом, мать — ткачихой. С детства хотел стать художником, в 1974 году начал брать уроки рисунка и живописи. 
Знакомство с Генри Муром и Эмилио Ведовым в 80-х годах повлияло на его выбор карьеры. В 1988 году после получения свидетельства об окончании средней школы (абитуры) и прохождения альтернативной военной службы в Любеке поступил учиться на скульптурный факультет университета Мальтезиус в Киле. В 1990 году прерывал учёбу и в 1991 году отправился в Нью-Йорк, чтобы работать в концептуальном искусстве.
По возвращении в Германию учился философии и истории искусств в Свободном университете Берлина (диплом магистра, 1998). До 2005 года проводил научные исследования и преподавал в Институте истории искусств при Свободном университете анализ композиции и геометрию. В 2000 году отправился в Университет Париж VIII, как приглашённый профессор.
В 1998 году за портретную скульптуру получил Гран-при Академии Де Боз Арт (Prix de portrait Paul-Louis Weiller), Коллеж де Франс, Париж, Франция.
Известен сериями портретных хроник известных личностей, написанными с натуры.
Живёт в Берлине с женой (художницей-живописцем) Евой Шайде и тремя детьми.

## Портреты
- 1995: Christian Modersohn
- 2005: Walter Scheel
- 2006: Rolf Hoppe, Kurt Biedenkopf, Viktor Korchnoi
- 2007: Richard von Weizsäcker, Peter Sodann, Ralf Dahrendorf, Walter Kempowski, Egon Bahr
- 2008: Roman Herzog, Klaus von Dohnanyi, Henning Voscherau, Hans-Jochen Vogel, Uwe Seeler
- 2009: Hildegard Hamm-Brücher, Hans von Dohnanyi, Kurt Masur, Walter Scheel
- 2010: Johannes Heesters, Hans Riegel, Erol Sander, Vladimir Kramnik, Wolfgang Menge

## Награды
- 1998: Grand Prix de l’Académie des Beaux-Arts (Prix de portrait Paul-Louis Weiller), Institut de France, Paris, France
- 2010: Auslandsstipendium der Kulturstiftung der Länder

## Публичные коллекции
- Friedrich-Naumann-Stiftung für die Freiheit
- ThyssenKrupp
- Университет имени Гумбольдтов в Берлине
- DGFP Deutsche Gesellschaft für Personalführung
- FDP Fraktion des Bundestages
- LSE London School of Economics
- Город Золинген
- Bechtler Museum of Modern Art, Шарлотт (Северная Каролина)
- HSV Museum, Гамбург